# Inga Lena Larsson
Inga Linnea Larsson, känd som Inga Lena Larsson, född 28 november 1907 i Upplands-Väsby i Stockholms län, död 1987, var en svensk arbetarförfattare och tecknare. 
Hon var dotter till murarmästaren August Larson och Agnes Ekblom och under en period från 1933 gift med tjänstemannen Erik Larsson. Hon växte upp i Upplands Väsby och flyttade till Stockholm för att hitta arbete i syateljéer, slipsfabrik, växthus och karamellfabrik. Som författare skildrade hon arbetarflickornas liv. Romanen Vide ung blev en försäljningssuccé och fick tidningen Frihets pris för förtjänstfull arbetarskildring. Recensionerna prisade romanen för dess angelägna innehåll och "storstadseländet" sett ur kvinnlig synvinkel. De följande romanerna Födelsenatt och Molnen driver fick inte lika positiv kritik, utan kritiserades för alltför negativ inställning och feminism (Födelsenatt) och för ytlighet och reportageform (Molnen driver). Ämnet (att leva som prostituerad) i Molnen driver ansågs också osmakligt. Hon fick en roll som prostituerad i "De fem ungas" film om Gamla stan. Hon gav ut romanen Kyrkmålarna som behandlade ett konstnärsliv på Söder i Stockholm och som delvis innehöll delar från hennes eget liv. Den följdes av Skeppet Saga, en självbiografisk roman som skildrar huvudpersonens barndom och konstnärliga identitet. Samtidigt som hon skrev noveller tecknade hon på nätterna när barnen och maken sov för att dryga ut hushållskassan och hon medverkade med några barnstudier i Nationalmuseums utställning Unga tecknare på 1940-talet.